# Šargovac
Šargovac je gradsko naselje i naseljeno mjesto u sastavu Grada Banje Luke, Republika Srpska, BiH.

## Stanovništvo
| Šargovac           |                |                |              |
| godina popisa      | 1991.          | 1981.          | 1971.        |
| Hrvati             | 1.098 (83,62%) | 1.020 (87,10%) | 948 (95,37%) |
| Srbi               | 136 (10,35%)   | 82 (7,00%)     | 44 (4,42%)   |
| Muslimani          | 7 (0,53%)      | 1 (0,08%)      | 0            |
| Jugoslaveni        | 34 (2,58%)     | 62 (5,29%)     | 0            |
| ostali i nepoznato | 38 (2,89%)     | 6 (0,51%)      | 2 (0,20%)    |
| ukupno             | 1.313          | 1.171          | 994          |

## Vanjske poveznice
- Satelitska snimka  Arhivirana inačica izvorne stranice od 12. ožujka 2021. (Wayback Machine)